# 李寬 (正統進士)
李寬（1420年—1479年），字宗裕，南直隸鳳陽府盱眙縣人，四川叙南衛軍，治《易經》。

## 生平
六月十六日生，行一，中式四川鄉試第四十三名舉人，會試中式第一百二十二名。年二十九歲中式正統十三年戊辰科第三甲第四十四名進士。

## 家族
曾祖李遇春；祖李成；父李暉；前母周氏；田氏。慈侍下，妻陳氏。